# Villa rustica (Tittmoning)
Die Villa rustica von Tittmoning, einer Stadt im oberbayerischen Landkreis Traunstein, wurde im Jahr 1974 wurde vor dem Hauptportal der Kirche St. Laurentius aufgedeckt. Die Villa rustica der römischen Kaiserzeit ist ein geschütztes Bodendenkmal mit der Nummer D-1-7942-0029.
Der dreiphasige Tuffsteinbau mit Hypokaustanlage besaß ein Fußbodenmosaik. Das Mosaik ist im Heimathaus Rupertiwinkel auf der Burg Tittmoning ausgestellt.